# Hochfeld (Flensburg)

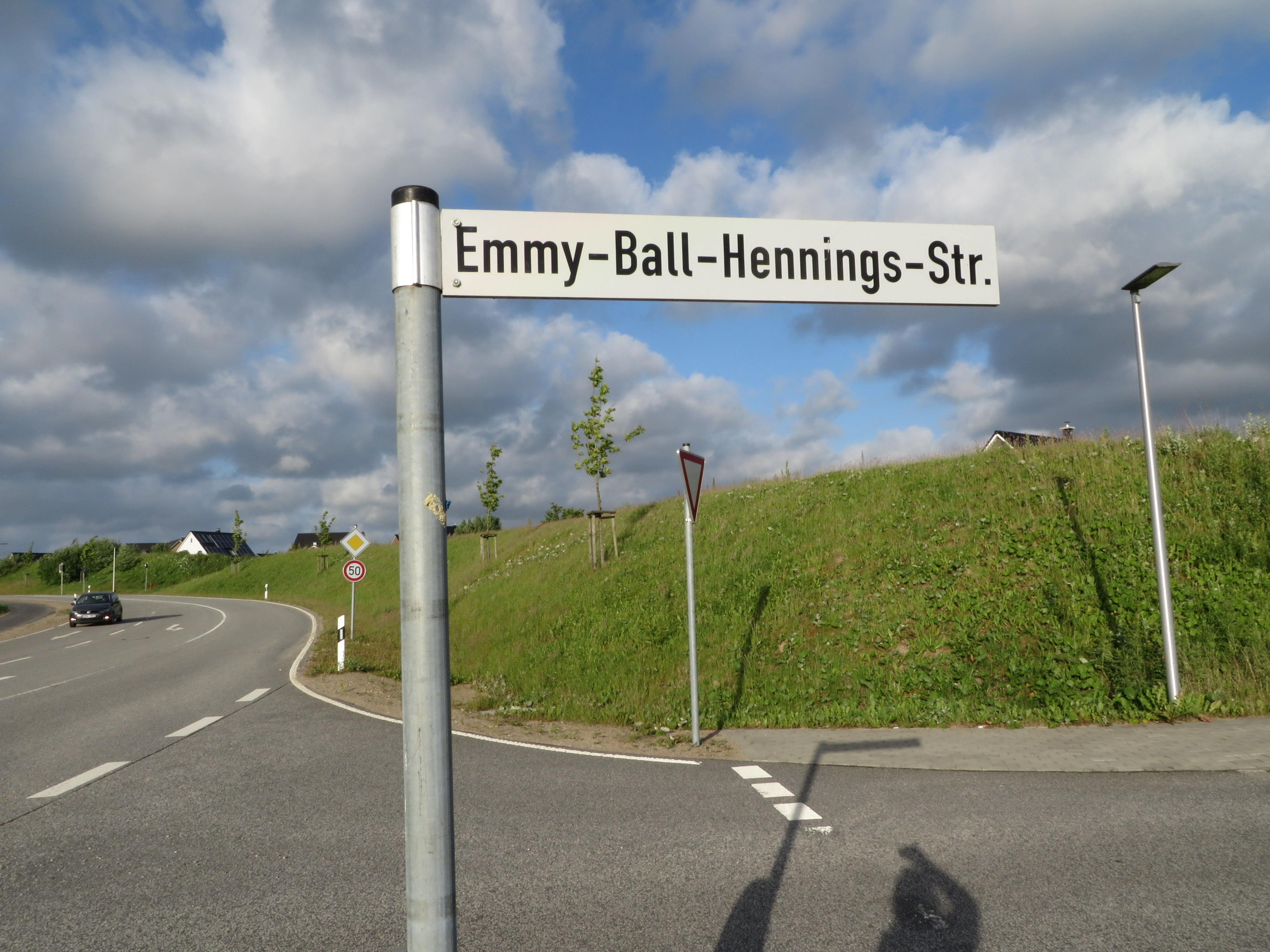
Die Hochfelder Straße mit der Zufahrt Emmy-Ball-Hennings-Straße nach Hochfeld

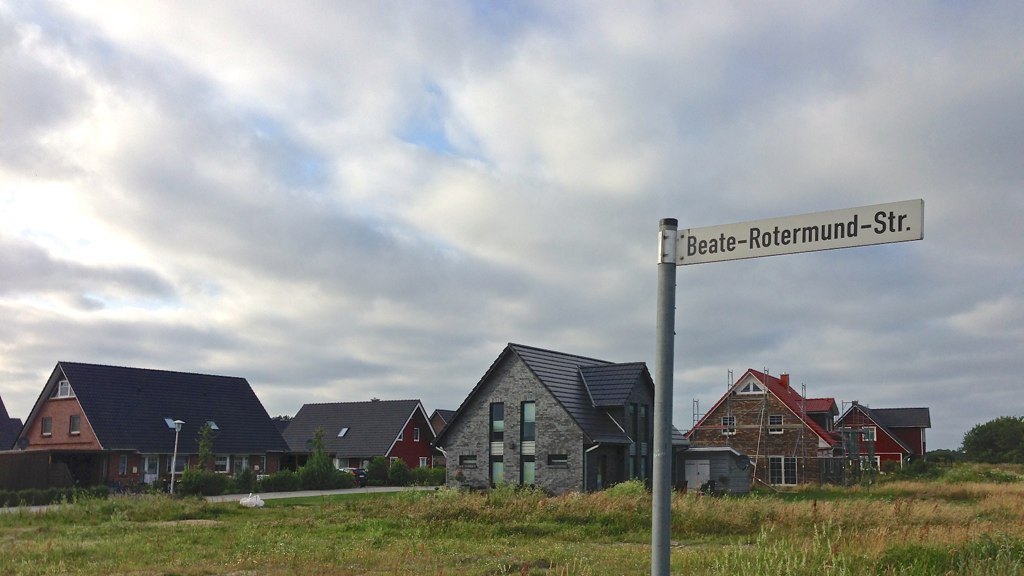
Hochfeld an der Beate-Rotermund-Straße, 2013

Hochfeld ist ein Ortsteil von Flensburg, der südlich von Sünderup und Kattloch liegt und durch die städtische Administration dem Stadtteil Tarup zugeordnet wurde.

## Geschichte
Am 24. März 1974 wurde das bis dahin noch als landwirtschaftliche Fläche genutzte Hochfeld zusammen mit Sünderup eingemeindet. 2005 wurde letztlich ein Bebauungsplan für das Hochfeld aufgestellt. Ungefähr 2007/08 begann offenbar die Bebauung des Hochfeldes mit Einzelhäusern. Das halbkreisförmig angelegte Wohngebiet wurde dabei durch eine neu angelegte Hauptstraße erschlossen, die den Namen Emmy-Ball-Henningsstraße erhielt. Sämtliche Straßen in diesem Bereich erhielten Namen von bedeutsamen Frauen mit Bezug zu Flensburg. Die prominenteste Straßenbenennung erfolgte nach Beate Uhse in Form der Beate-Rotermund-Straße. In der Zeit vor 2009 war Hochfeld noch durchgehend über die südlich gelegene Ringstraße erreichbar. 2009/10 wurde Hochfeld über die Hochfelder Landstraße, die Teil der Kreisstraße 8 (K8) ist an die Osttangente und somit an die Stadt angebunden. Gleichzeitig wurde ein neuer Anschluss an die nördliche Ringstraße realisiert. Die südliche Ringstraße wurde später dauerhaft gesperrt. Nach und nach zogen Familien in ihre neu gebauten Eigenheime im neuen Ortsteil ein.
2010/2011 wurden noch einige Doppelhäuser in der Emmi-Leisner-Straße und der Beate-Rotermund-Straße nicht für zwei, sondern für vier Wohnungen eingerichtet. Anschließend wurden diese Vierfamilienhäuser vermietet. 2012 wurden schließlich noch einige Restgrundstücke des Ortsteils verkauft und anschließend bebaut. Zu dieser Zeit war die Bebauung Hochfelds jedoch schon weitgehend fertiggestellt. Eine Flächenübernahme eines Gebietes östlich von Hochfeld von der Gemeinde Tastrup im Jahr 2007 betraf das neue Wohngebiet Hochfeld nur indirekt. Die Fläche wurde zunächst für die erwähnte K8 benötigt. Nachdem Hochfeld bebaut worden war, entstand dort in direkter Nachbarschaft eine südliche Erweiterung Tarups.
Der junge Ortsteil erhielt mit seiner Anlage mehrere Spielplätze. Um 2013 wurde beispielsweise der Spielplatz an der Maria-Christina-Lorck-Straße geplant. Auf einer nördlich von Hochfeld gelegenen Fläche, südlich von Sünderup und westlich von Kattloch gelegen entstand 2012/13 des Weiteren auch eine Kindertagesstätte. Im selben Bereich wird seit 2017 zudem ein Nahversorgungsbereich für Hochfeld und die angrenzenden Stadtgebiete gebaut, der aus einem Rewe-Verbrauchermarkt, einem Penny-Discounter, einem Drogeriemarkt der Kette Rossmann und einem Cigo-Shop mit Postagentur bestehen soll. Jenseits der erreichten Straßenanbindung, und der übrigen schrittweise aufgebauten Infrastruktur, wurde bisher noch keine direkte Buslinie nach Hochfeld realisiert. Die nächste erreichbare Buslinie ist die Linie 5, welche Sünderup anfährt.